# Kenia na zimowych igrzyskach olimpijskich
Kenię na zimowych igrzyskach olimpijskich reprezentował jeden zawodnik. Był nim Philip Boit, który startował w biegach narciarskich w 1998, 2002 i 2006 roku. Zawodnik ten nigdy nie zdobył medalu olimpijskiego, a najwyższym jego miejscem w barwach Kenii była 65. pozycja w sprincie w 2002 roku.

## Liczba zawodników na poszczególnych igrzyskach
| Rok i miejsce        | Zawodnicy | Zawodniczki | Razem |
| -------------------- | --------- | ----------- | ----- |
| 1998, Nagano         | 1         | -           | 1     |
| 2002, Salt Lake City | 1         | -           | 1     |
| 2006, Turyn          | 1         | -           | 1     |

## Wyniki
| Rok i miejsce        | Zawodnik    | Dyscyplina        | Konkurencja              | Wynik   | Wynik   |
| Rok i miejsce        | Zawodnik    | Dyscyplina        | Konkurencja              | Czas    | Miejsce |
| -------------------- | ----------- | ----------------- | ------------------------ | ------- | ------- |
| 1998, Nagano         | Philip Boit | biegi narciarskie | 10 km techniką klasyczną | 47:25,5 | 92.     |
| 2002, Salt Lake City | Philip Boit | biegi narciarskie | Sprint                   | 3:54,49 | 65. nq  |
| 2002, Salt Lake City | Philip Boit | biegi narciarskie | 10 km techniką klasyczną | 36:21,6 | 77.     |
| 2006, Turyn          | Philip Boit | biegi narciarskie | 15 km techniką klasyczną | 53:32,4 | 91.     |